# Thelma Reston
Thelma Salim Reston (Piracanjuba, 6 de julho de 1937 — Rio de Janeiro, 20 de dezembro de 2012) foi uma atriz brasileira. Possuiu uma extensa carreira no teatro, televisão e cinema. Foi premiada no Festival de Gramado por sua atuação no filme Os Sete Gatinhos (1980).

## Biografia
Nascida no Goiás, veio para o Rio de Janeiro na década de 1950, onde iniciou a carreira no teatro. . Trabalhou com nomes importantes como Adolfo Celi, Dulcina de Morais, Henriette Morineau e Maria Clara Machado.
Sua estreia no cinema ocorreu em Asfalto Selvagem (1964), de J.B. Tanko. Em 1980, foi premiada no Festival de Gramado por sua papel como a "Gorda" em Os Sete Gatinhos, tendo também participado da peça homônima no final dos anos 90. Reston atuou em diversos filmes, em diferentes momentos do cinema, tais como cinema novo, cinema marginal e a era das "pornochanchada". Trabalhou com diversos cineastas, tais como Nelson Pereira dos Santos, Braz Chediak, Antônio Calmon, Bruno Barreto e Tizuka Yamasaki, entre outros.
Na televisão, seu primeiro trabalho foi como a cozinheira Arminda de Gabriela (1975). Também atuou em vários trabalhos de Miguel Falabella, sempre em papéis cômicos. Em 2006, teve uma rápida passagem pela Record, onde fez uma participação em Bicho do Mato. Seu último trabalho foi na novela Aquele Beijo (2011) como a vilã trambiqueira Dona Violante.
A atriz faleceu na madrugada de 20 de dezembro de 2012 aos 75 anos, ela estava internada no Hospital São Lucas no Rio e enfrentava um câncer desde 2009.

## Filmografia

### Televisão
| Ano               | Título                                   | Personagem                                        | Emissora      |
| ----------------- | ---------------------------------------- | ------------------------------------------------- | ------------- |
| 2011              | Aquele Beijo                             | Violante Santanna                                 | Rede Globo    |
| 2010              | Escrito nas Estrelas                     | Etelvina Conceição                                | Rede Globo    |
| 2009              | Toma Lá, Dá Cá                           | Maura (3ª Temporada - ep 23: "A Foca no Armário") | Rede Globo    |
| 2008              | Negócio da China                         | Olímpia Tavares                                   | Rede Globo    |
| 2007              | Paraíso Tropical                         | Edith Lemos Toledo                                | Rede Globo    |
| 2006              | Páginas da Vida                          | Cartomante                                        | Rede Globo    |
| 2006              | Bicho do Mato                            | Dona Lourdes Moura                                | RecordTV      |
| 2005              | A Lua Me Disse                           | Dona Gôndola Goldoni                              | Rede Globo    |
| 2004              | Senhora do Destino                       | Dona Jacyra                                       | Rede Globo    |
| 2003              | Kubanacan                                | Dona Gomorra                                      | Rede Globo    |
| 2003              | Terra dos Meninos Pelados                | Doceira                                           | Rede Globo    |
| 2001              | Os Maias                                 | Vicência Bianchini                                | Rede Globo    |
| 1998              | Mandacaru                                | Filomena Teixeira (Filó)                          | Rede Manchete |
| 1997              | Anjo Mau                                 | Sebastiana da Silva (Tiana)                       | Rede Globo    |
| 1996              | Chico Total                              | Sofia                                             | Rede Globo    |
| 1995              | Engraçadinha: Seus Amores e seus Pecados | Emerenciana Queiroz                               | Rede Globo    |
| 1993              | Agosto                                   | Dona Maria Ribeiro                                | Rede Globo    |
| 1992              | Pedra sobre Pedra                        | Romena                                            | Rede Globo    |
| 1990              | Meu Bem, Meu Mal                         | Zoraide                                           | Rede Globo    |
| 1990              | Desejo                                   | Tiarê                                             | Rede Globo    |
| 1990              | Fronteiras do Desconhecido               | Verônica Junqueira (ep: "O Resgate")              | Rede Manchete |
| 1989              | O Salvador da Pátria                     | Cida Capivara                                     | Rede Globo    |
| 1988-90           | Os Trapalhões                            | Vários personagens                                | Rede Globo    |
| 1988              | Olho por Olho                            | Laura Jane                                        | Rede Manchete |
| 1988              | O Primo Basílio                          | Gertrudes de Sousa                                | Rede Globo    |
| 1987              | Helena                                   | Floriscena Jordão                                 | Rede Manchete |
| 1985              | De Quina pra Lua                         | Joana de Oliveira                                 | Rede Globo    |
| 1984              |                                          |                                                   | Rede Globo    |
| Livre Para Voar   | Zuzu                                     |                                                   | Rede Globo    |
| O Bem-Amado       | Luizona                                  |                                                   | Rede Globo    |
| Transas e Caretas | Célia Garcia Duarte                      |                                                   | Rede Globo    |
| 1983              | Louco Amor                               | Berta                                             | Rede Globo    |
| 1982              | Paraíso                                  | Zuleica Tavares                                   | Rede Globo    |
| 1981              | Terras do Sem-Fim                        | Auricídea Dantas                                  | Rede Globo    |
| 1976              | O Casarão                                | Sofia Lopes Nunes                                 | Rede Globo    |
| 1975              | Gabriela                                 | Arminda                                           | Rede Globo    |

### No Teatro
- 2011 - A Lição e A Cantora Careca
- 2010 - A Cantora Careca
- 2010 - A Lição
- 2008 - Morrer ou Não?
- 2006 - A Maracutaia
- 2005 - Charles Baudelaire – Minha Terrível Paixão
- 2002 à 2004 - Quem vai ficar com a Velha
- 2002 - Uma História muito Estranha
- 2001 - Pedras e Flores
- 2000 - Bonitinha, mas Ordinária
- 1999 - Até que as sogras nos separem
- 1997 - Terra de Cego
- 1986 - Pedra, a Tragédia
- 1979 e 1980 - Bodas de Papel
- 1978 - O Percevejo
- 1977 - A Ópera do Malandro
- 1975 - O Casamento do Pequeno Burguês
- 1970 - Abre a Janela e Deixa Entrar o Ar Puro e o Sol da Manhã
- 1969 - O Balcão
- 1967 - O Inspetor Geral
- 1966 - O Sr. Puntila e seu criado Matti
- 1966 - Se correr o bicho pega, se ficar o bicho come
- 1966 - Vestido de Noiva
- 1965 - Victor ou as crianças no poder
- 1965 - O Chão dos Penitentes
- 1963 - O Filho da Besta Torta de Pageú
- 1963 - Victor ou as Crianças no Poder[8]
- 1963 - Orquestra
- 1962 - Bonitinha, mas Ordinária
- 1962 - O Chapéu de Sebo
- 1961 - Círculo Vicioso
- 1961 - Espectros
- 1960 - A Falecida
- 1960 - A Ratoeira
- 1960 - Prodígio do Mundo Ocidental

### No Cinema
| Ano  | Título                                       | Personagem                    |
| ---- | -------------------------------------------- | ----------------------------- |
| 1964 | Asfalto Selvagem                             | —                             |
| 1966 | Engraçadinha depois dos Trinta               | Irmã                          |
| 1967 | Terra em Transe                              | Esposa de Felício             |
| 1967 | Proezas de Satanás na Vila de Leva-e-Traz    | —                             |
| 1967 | El Justicero                                 | Selma                         |
| 1968 | O Homem Nu                                   | —                             |
| 1968 | Massacre no Supermercado                     | —                             |
| 1969 | A Mulher de Todos                            | Turista                       |
| 1969 | As Duas Faces da Moeda                       | —                             |
| 1971 | O Pecado de Marta                            | —                             |
| 1974 | Deixa, Amorzinho...Deixa                     | —                             |
| 1974 | Lisetta                                      | Sra. Gargone (Mãe de Lisetta) |
| 1975 | Os Pastores da Noite                         | Beatriz                       |
| 1975 | Eu Dou O Que Ela Gosta                       | Maria Apaga a Luz             |
| 1976 | Perdida                                      | Emília                        |
| 1976 | Gente Fina É Outra Coisa                     | Anunciata                     |
| 1976 | O Vampiro de Copacabana                      | —                             |
| 1976 | Jorden er Flad                               | Madalena de Oliveira          |
| 1976 | Noite Carioca                                | Prostituta                    |
| 1978 | Se Segura Malandro                           | Esposa de Alcibíades          |
| 1980 | Cabaret Mineiro                              | Mulher                        |
| 1980 | Insônia                                      | —                             |
| 1980 | Os Sete Gatinhos                             | Aracy                         |
| 1980 | Prova de Fogo                                | Elvira                        |
| 1981 | O Beijo no Asfalto                           | Matilde                       |
| 1981 | O Santo e a Vedete                           | —                             |
| 1982 | Os vagabundos Trapalhões                     | Mulher do empresário          |
| 1983 | Bar Esperança                                | Dona Esperança                |
| 1984 | Quilombo                                     | Olímpia                       |
| 1985 | Brás Cubas                                   | —                             |
| 1985 | O Rei do Rio                                 | —                             |
| 1986 | Sexo Frágil                                  | Avó de Bife                   |
| 1987 | Dedé Mamata                                  | Mãe de Lena                   |
| 1987 | Manôushe                                     | —                             |
| 1987 | Running Out of Luck                          | Comerciante                   |
| 1988 | Os Heróis Trapalhões - Uma Aventura na Selva | Cobradora da Pensão           |
| 1988 | Romance da Empregada                         | —                             |
| 1988 | Banana Split                                 | —                             |
| 1989 | Césio 137 - O Pesadelo de Goiânia            | Eunice                        |
| 1990 | Lua de Cristal                               | Dona Rolinha                  |
| 1991 | O Diabo na Cama                              | —                             |
| 1991 | Manobra Radical                              | Carmélia                      |
| 1991 | Assim na Tela Como no Céu                    | Mulher na praia               |
| 1993 | Água Morro Acima                             | —                             |
| 1997 | O Homem Nu                                   | —                             |
| 1997 | O Noviço Rebelde                             | Zelda                         |
| 2003 | Um Show de Verão                             | Senhora Zanatas               |
| 2005 | Hoje Tem Felicidade                          | Esposa de Rui                 |
| 2006 | Gatão de Meia Idade                          | Lurdes                        |